# Marathon d'Osaka
Le Marathon d'Osaka ou Marathon international féminin d'Osaka (大阪国際女子マラソン, Ōsaka kokusai joshi marason) est une épreuve de course à pied de 42,195 km organisée annuellement depuis 1982, réservée aux femmes, qui se déroule dans la ville d'Osaka (Japon) le dernier dimanche de janvier.
L'épreuve fait partie des IAAF Road Race Label Events, dans la catégorie des « Labels d'argent ».
Le record de l'épreuve est de 2 h 18 min 51 s, performance réalisée par l'athlète éthiopienne Workenesh Edesa en 2024.
L'épreuve de 1995 a été annulée en raison du tremblement de terre de Kōbe.

## Palmarès
| Date | Athlète                                           | Pays                                              | Temps                                             |
| ---- | ------------------------------------------------- | ------------------------------------------------- | ------------------------------------------------- |
| 2024 | Workenesh Edesa                                   | Éthiopie                                          | 2 h 18 min 51 s                                   |
| 2023 | Haven Hailu                                       | Éthiopie                                          | 2 h 21 min 13 s                                   |
| 2022 | Mizuki Matsuda                                    | Japon                                             | 2 h 20 min 52 s                                   |
| 2021 | Mao Ichiyama                                      | Japon                                             | 2 h 21 min 11 s                                   |
| 2020 | Mizuki Matsuda                                    | Japon                                             | 2 h 21 min 47 s                                   |
| 2019 | Fatuma Sado                                       | Éthiopie                                          | 2 h 25 min 39 s                                   |
| 2018 | Mizuki Matsuda                                    | Japon                                             | 2 h 22 min 44 s                                   |
| 2017 | Risa Shigetomo                                    | Japon                                             | 2 h 24 min 22 s                                   |
| 2016 | Kayoko Fukushi                                    | Japon                                             | 2 h 22 min 17 s                                   |
| 2015 | Tetyana Gamera-Shmyrko                            | Ukraine                                           | 2 h 22 min 09 s                                   |
| 2014 | Tetyana Gamera-Shmyrko                            | Ukraine                                           | 2 h 24 min 37 s                                   |
| 2013 | Tetyana Gamera-Shmyrko                            | Ukraine                                           | 2 h 23 min 58 s                                   |
| 2012 | Risa Shigetomo                                    | Japon                                             | 2 h 23 min 23 s                                   |
| 2011 | Yukiko Akaba                                      | Japon                                             | 2 h 26 min 29 s                                   |
| 2010 | Amane Gobena                                      | Éthiopie                                          | 2 h 25 min 14 s                                   |
| 2009 | Yoko Shibui                                       | Japon                                             | 2 h 23 min 42 s                                   |
| 2008 | Mara Yamauchi                                     | Royaume-Uni                                       | 2 h 25 min 10 s                                   |
| 2007 | Yumiko Hara                                       | Japon                                             | 2 h 23 min 48 s                                   |
| 2006 | Catherine Ndereba                                 | Kenya                                             | 2 h 25 min 05 s                                   |
| 2005 | Jeļena Prokopčuka                                 | Lettonie                                          | 2 h 22 min 56 s                                   |
| 2004 | Naoko Sakamoto                                    | Japon                                             | 2 h 25 min 29 s                                   |
| 2003 | Mizuki Noguchi                                    | Japon                                             | 2 h 21 min 18 s                                   |
| 2002 | Lornah Kiplagat                                   | Pays-Bas                                          | 2 h 23 min 55 s                                   |
| 2001 | Yoko Shibui                                       | Japon                                             | 2 h 23 min 11 s                                   |
| 2000 | Lidia Simon                                       | Roumanie                                          | 2 h 22 min 54 s                                   |
| 1999 | Lidia Simon                                       | Roumanie                                          | 2 h 23 min 24 s                                   |
| 1998 | Lidia Simon                                       | Roumanie                                          | 2 h 28 min 31 s                                   |
| 1997 | Katrin Dörre-Heinig                               | Allemagne                                         | 2 h 25 min 57 s                                   |
| 1996 | Katrin Dörre-Heinig                               | Allemagne                                         | 2 h 26 min 04 s                                   |
| 1995 | Annulé à la suite du tremblement de terre de Kōbe | Annulé à la suite du tremblement de terre de Kōbe | Annulé à la suite du tremblement de terre de Kōbe |
| 1994 | Tomoe Abe                                         | Japon                                             | 2 h 26 min 09 s                                   |
| 1993 | Junko Asari                                       | Japon                                             | 2 h 26 min 26 s                                   |
| 1992 | Yumi Kokamo                                       | Japon                                             | 2 h 26 min 26 s                                   |
| 1991 | Katrin Dörre                                      | Allemagne                                         | 2 h 27 min 43 s                                   |
| 1990 | Rosa Mota                                         | Portugal                                          | 2 h 27 min 47 s                                   |
| 1989 | Lorraine Moller                                   | Nouvelle-Zélande                                  | 2 h 30 min 21 s                                   |
| 1988 | Lisa Ondieki                                      | Australie                                         | 2 h 23 min 51 s                                   |
| 1987 | Lorraine Moller                                   | Nouvelle-Zélande                                  | 2 h 30 min 40 s                                   |
| 1986 | Lorraine Moller                                   | Nouvelle-Zélande                                  | 2 h 30 min 24 s                                   |
| 1985 | Carey May                                         | Irlande                                           | 2 h 28 min 07 s                                   |
| 1984 | Katrin Dörre                                      | Allemagne de l'Est                                | 2 h 31 mIn 41 s                                   |
| 1983 | Carey May                                         | Irlande                                           | 2 h 29 min 23 s                                   |
| 1982 | Rita Marchisio                                    | Italie                                            | 2 h 32 min 55 s                                   |